# ویلی د لبره
ویلی د لبره (انگلیسی: Willy de l'Arbre; ۳۱ مهٔ ۱۸۸۲ – ۱ ژانویهٔ ۱۹۶۲) قایقران، و قایقران قایق بادبانی اهل بلژیک بود.